# Kochius villosus
Espèce
Synonymes
- Vaejovis bruneus villosus Williams, 1971
- Kochius bruneus villosus (Williams, 1971)
- Vaejovis bruneus loretoensis Williams, 1971
- Kochius bruneus loretoensis (Williams, 1971)

Kochius villosus est une espèce de scorpions de la famille des Vaejovidae.

## Distribution
Cette espèce est endémique du Mexique. Elle se rencontre en Basse-Californie du Sud et en Basse-Californie.

## Description
Le mâle holotype mesure 36,0 mm et la femelle paratype 40,0 mm.

## Systématique et taxinomie
Cette espèce a été décrite sous le protonyme Vaejovis bruneus villosus par Williams en 1971. Elle suit son espèce dans le genre Kochius. Elle est élevée au rang d'espèce par González Santillán et Prendini en 2013 qui dans le même temps placent Vaejovis bruneus loretoensis en synonymie.

## Publication originale
- Williams, 1971 : « New and little known scorpions belonging to the punctipalpi group of the genus Vaejovis from Baja California, Mexico, and adjacent area (Scorpionida: Vaejovidae). » The Wasmann Journal of Biology, vol. 29, no 1, p. 37-63 (texte intégral).